# 1843 w literaturze
Wydarzenia literackie w 1843 roku.

## Wydarzenia
- 8 grudnia – we Lwowie odbyła się premiera sztuki Żydzi Józefa Korzeniowskiego.

## Nowe książki
- polskie
  - Juliusz Słowacki
    - Ksiądz Marek
    - Sen srebrny Salomei

  - Wincenty Pol – Pieśń o ziemi naszej
  - Zygmunt Krasiński – Przedświt
  - Józef Korzeniowski – Karpaccy górale

- zagraniczne
  - Hans Christian Andersen
    - Anioł[1]
    - Słowik[1]
    - Narzeczeni[1]
    - Brzydkie kaczątko[1]

  - Charles Dickens – Opowieść wigilijna

## Urodzili się
- 6 lutego – Frederic W.H. Myers, angielski poeta, eseista i literaturoznawca (zm. 1901)
- 15 kwietnia – Henry James, amerykańsko-brytyjski pisarz, krytyk i teoretyk literatury (zm. 1916)
- 10 maja – Benito Pérez Galdós, hiszpański pisarz (zm. 1920)
- 29 maja – Władysław Łoziński, polski powieściopisarz i historyk (zm. 1913)
- 31 lipca – Peter Rosegger, austriacki pisarz (zm. 1918)
- 23 grudnia – Ada Langworthy Collier, amerykańska poetka (zm. 1919)

## Zmarli
- 23 stycznia – Friedrich de la Motte Fouqué, niemiecki pisarz romantyczny (ur. 1777)
- 21 marca – Robert Southey, angielski poeta romantyczny (ur. 1774)
- 7 czerwca – Friedrich Hölderlin, niemiecki poeta (ur. 1770)
- 11 grudnia – Casimir Delavigne, francuski poeta i dramaturg (ur. 1793)